# Strada statale 727 Tangenziale di Forlì
La strada statale 727 Tangenziale di Forlì (SS 727), già nuova strada ANAS 231 Tangenziale di Forlì (NSA 231), è una strada statale italiana di recente classificazione che si sviluppa nel comune di Forlì.

## Percorso
L'arteria, provvisoriamente denominata Asse di arroccamento, collega il ramo nord della strada statale 9 Via Emilia con la strada statale 727 bis Tangenziale di Forlì e quindi con l'A14 Bologna-Taranto.
La strada ha origine a nord-ovest di Forlì da una rotonda sulla strada statale 9 Via Emilia alle porte di Villanova e dopo aver incrociato la ex strada statale 67 Tosco Romagnola e aver disegnato un arco che taglia a nord la periferia del capoluogo, termina innestandosi su una rotatoria sulla strada statale 727 bis Tangenziale di Forlì.

## Storia
L'infrastruttura, nelle sue caratteristiche provvisorie di strada ad una corsia per senso di marcia, venne inaugurata nel luglio 1992. Nel 2003 venne invece approvato il progetto di ammodernamento del tratto esistente e il suo prolungamento che in galleria raggiungesse il versante orientale della città.
L'apertura completa del primo lotto, da Villanova al cimitero è del 18 luglio 2013. Esso, comunque, è percorribile, con una corsia per senso di marcia, sin dal 1992, con i due svincoli per Cava e San Benedetto. I lavori realizzati in anni recenti hanno completato l'opera, costruendo le due corsie mancanti e un terzo svincolo, denominato Pianta.
Il secondo lotto, dal cimitero alla zona industriale si innesta sulla Tangenziale Est con un ampio svincolo a quadrifoglio. L'importante opera d'arte di questo tratto è la galleria, lunga 984 m, che sottopassa via Ravegnana, via Macero Sauli e via Bertini; il tratto è stato aperto il 13 dicembre 2013.
La strada è stata provvisoriamente denominata nuova strada ANAS 231 Tangenziale di Forlì (NSA 231) fino alla classificazione definitiva avvenuta nel 2012 col seguente itinerario "Innesto con la S.S. n. 9 (km 51+720) - Rotatoria con le Vie Comunali Ravegnana e Solombrini" poi modificato nel 2013 in "Innesto con la S.S. n. 9 (km 51+720) - Rotatoria con le Vie Comunali Ravegnana e Solombrini - Svincolo Tangenziale Est".

### Tabella percorso
| Tangenziale di Forlì |                                                                                                  |     |           |
| Tipo                 | Indicazione                                                                                      | km  | Provincia |
|                      | Via Emilia Villanova - Faenza - Bologna                                                          | 0,0 | FC        |
|                      | quartiere Cava Via Emilia                                                                        | 1,4 | FC        |
|                      | quartiere San Benedetto via Lughese                                                              | 2,7 | FC        |
|                      | quartiere Pianta Forlì                                                                           | 4,0 | FC        |
|                      | quartiere Foro Boario Forlì                                                                      | 5,5 | FC        |
|                      | quartiere Coriano via Bertini - Forlì                                                            | 6,4 | FC        |
|                      | Forlì - Zona Industriale La Selva Bologna-Taranto - Ravenna- ex Cervia Zona Industriale - Cesena | 7,2 | FC        |

## Strada statale 727 bis Tangenziale di Forlì
La strada statale 727 bis Tangenziale di Forlì (SS 727 bis), già nuova strada ANAS 231 bis Tangenziale di Forlì (NSA 231 bis), è una strada statale italiana inserita nel sistema tangenziale della città romagnola.
L'infrastruttura, nel suo progetto complessivo, garantisce il collegamento tra l'A14 Bologna-Taranto e la ex strada statale 254 di Cervia a nord, la strada statale 9 Via Emilia e l'aeroporto di Forlì ad est, l'ex strada statale 9 ter del Rabbi a sud e la strada statale 67 Tosco Romagnola.
L'arteria fu provvisoriamente denominata nuova strada ANAS 231 bis Tangenziale di Forlì (NSA 231 bis), mentre l'attuale classificazione risale al 2012.
Il 19 novembre 2007 risulta consegnato ed aperto al traffico il primo lotto della Tangenziale Est di Forlì, che collega la zona industriale di Coriano a viale Roma.
Il secondo lotto è stato consegnato il 4 giugno 2009 e si estende fino alla frazione di San Martino in Strada; la particolarità del secondo lotto è la galleria, lunga 450 m, che transita al di sotto della pista dell'Aeroporto di Forlì.
Il quarto lotto, collega la zona industriale al casello dell'A14, da cui inizia la progressiva chilometrica. L'apertura al traffico è datata 26 giugno 2014.
Aperto al traffico dal 2012 è invece il quinto lotto, da San Martino in Strada a Collina, collegamento con la strada provinciale del Rabbi, per la cui realizzazione è stata competente la Provincia di Forlì-Cesena. Tale tratto, al contrario di tutti gli altri, è classificato come strada extraurbana secondaria, avendo una sola corsia per senso di marcia.
Il terzo lotto non è stato invece ancora inserito dall'ANAS nella propria programmazione, e dovrebbe collegare San Martino in Strada a via Firenze.
I capisaldi di itinerario attuali sono: "Innesto con viabilita comunale presso lo svincolo dell'A14 - Rotatoria con le Vie Comunali Golfarelli, Romagnoli e Mattei - Rotatoria con Via Antonio Placucci"

### Tabella percorso
| Tangenziale di Forlì |                                                                          |      |           |
| Tipo                 | Indicazione                                                              | km   | Provincia |
|                      | rotatoria via Gordini Bologna-Taranto - Ravenna - ex di Cervia           | 0,0  | FC        |
|                      | Zona Industriale Coriano Zona Industriale                                | 2,3  | FC        |
|                      | Zona Industriale La Selva Villanova - Faenza via Emilia Zona Industriale | 3,6  | FC        |
|                      | Forlì-Ronco Via Emilia - Forlì - Forlimpopoli - Cesena                   | 4,6  | FC        |
|                      | Forlì-Bussecchio Aeroporto di Forlì Forlì                                | 5,5  | FC        |
|                      | Forlì-Carpena ex del Bidente - Meldola - Santa Sofia                     | 6,6  | FC        |
|                      | Forlì-Ca' Ossi Castrocaro - Ospedale Morgagni Pierantoni                 | 7,4  | FC        |
|                      | Monda San Martino in Strada - Meldola                                    | 8,7  | FC        |
|                      | Grisignano-Rocca delle Caminate ex del Rabbi - Predappio                 | 10,0 | FC        |

## Galleria d'immagini

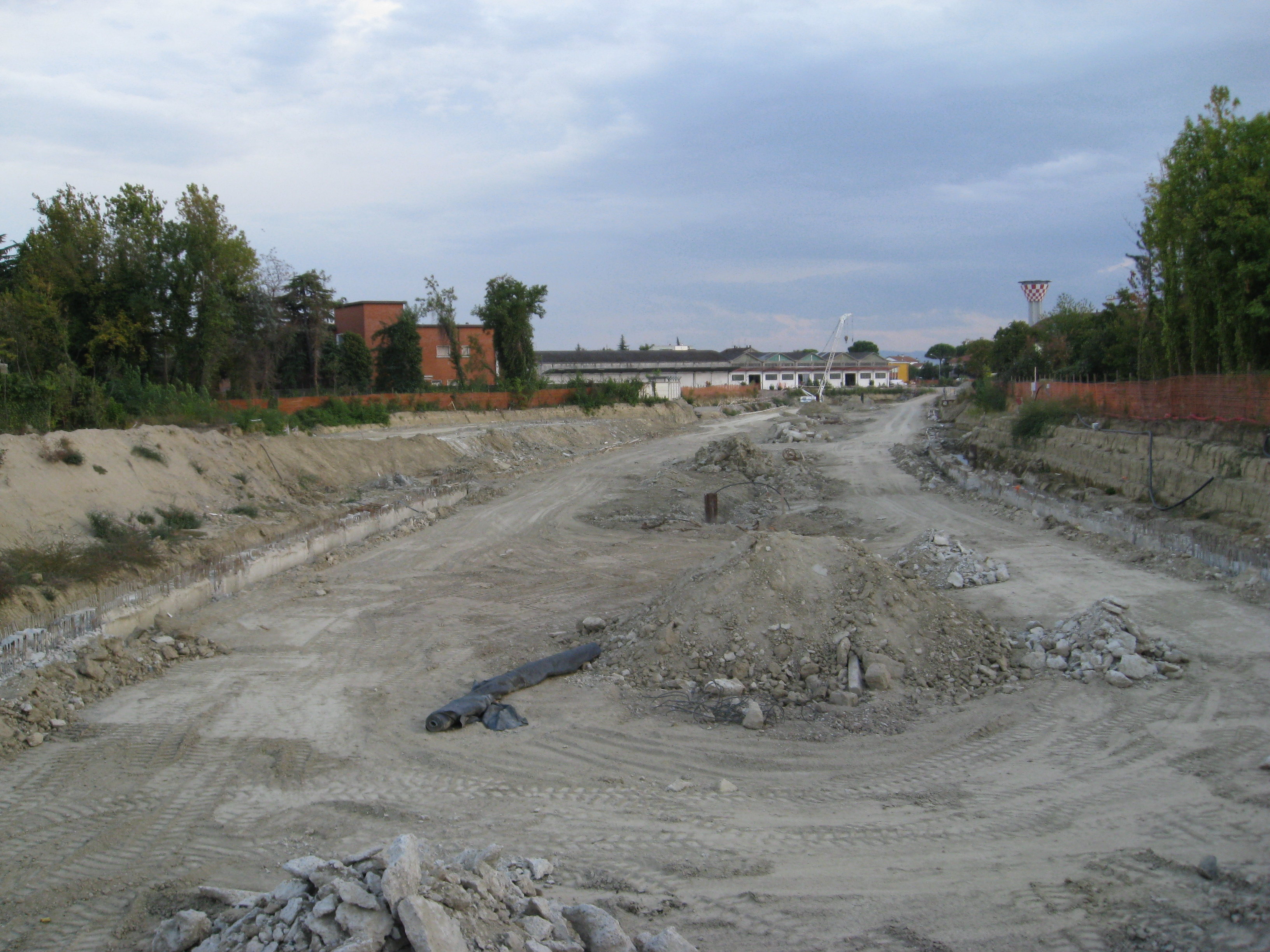
Sistema Tangenziale di Forlì durante le fasi di costruzione